# Agassac
Agassac est une commune française située dans l'ouest du département de la Haute-Garonne, en région Occitanie. Sur le plan historique et culturel, la commune fait partie du pays de Comminges, correspondant à l’ancien comté de Comminges, circonscription de la province de Gascogne située sur les départements actuels du Gers, de la Haute-Garonne, des Hautes-Pyrénées et de l'Ariège.
Exposée à un climat océanique altéré, elle est drainée par l'Aussoue et par divers autres petits cours d'eau.
Agassac est une commune rurale qui compte 117 habitants en 2022, après avoir connu un pic de population de 531 habitants en 1856. Ses habitants sont appelés les Agassaçois ou  Agassaçoises.

## Géographie

### Localisation
1. Carte dynamique
2. Carte Openstreetmap
3. Carte topographique
4. Carte avec les communes environnantes

La commune d'Agassac se trouve dans le département de la Haute-Garonne, en région Occitanie.
Sur le plan historique et culturel, Agassac fait partie du pays de Comminges, correspondant à l’ancien comté de Comminges, circonscription de la province de Gascogne située sur les départements actuels du Gers, de la Haute-Garonne, des Hautes-Pyrénées et de l'Ariège.
Elle se situe à 52 km à vol d'oiseau de Toulouse, préfecture du département, à 32 km de Saint-Gaudens, sous-préfecture, et à 24 km de Cazères, bureau centralisateur du canton de Cazères dont dépend la commune depuis 2015 pour les élections départementales. La commune fait en outre partie du bassin de vie de L'Isle-en-Dodon[réf. nécessaire].
Les communes les plus proches sont : 
Castelgaillard (2,1 km), Martisserre (2,4 km), Coueilles (2,4 km), Riolas (3,4 km), Mauvezin (3,5 km), Ambax (3,8 km), Frontignan-Savès (3,9 km), Mirambeau (3,9 km).
|                 | Martisserre    |          |
| L'Isle-en-Dodon | Agassac        | Mauvezin |
| Coueilles       | Castelgaillard |          |

### Hydrographie

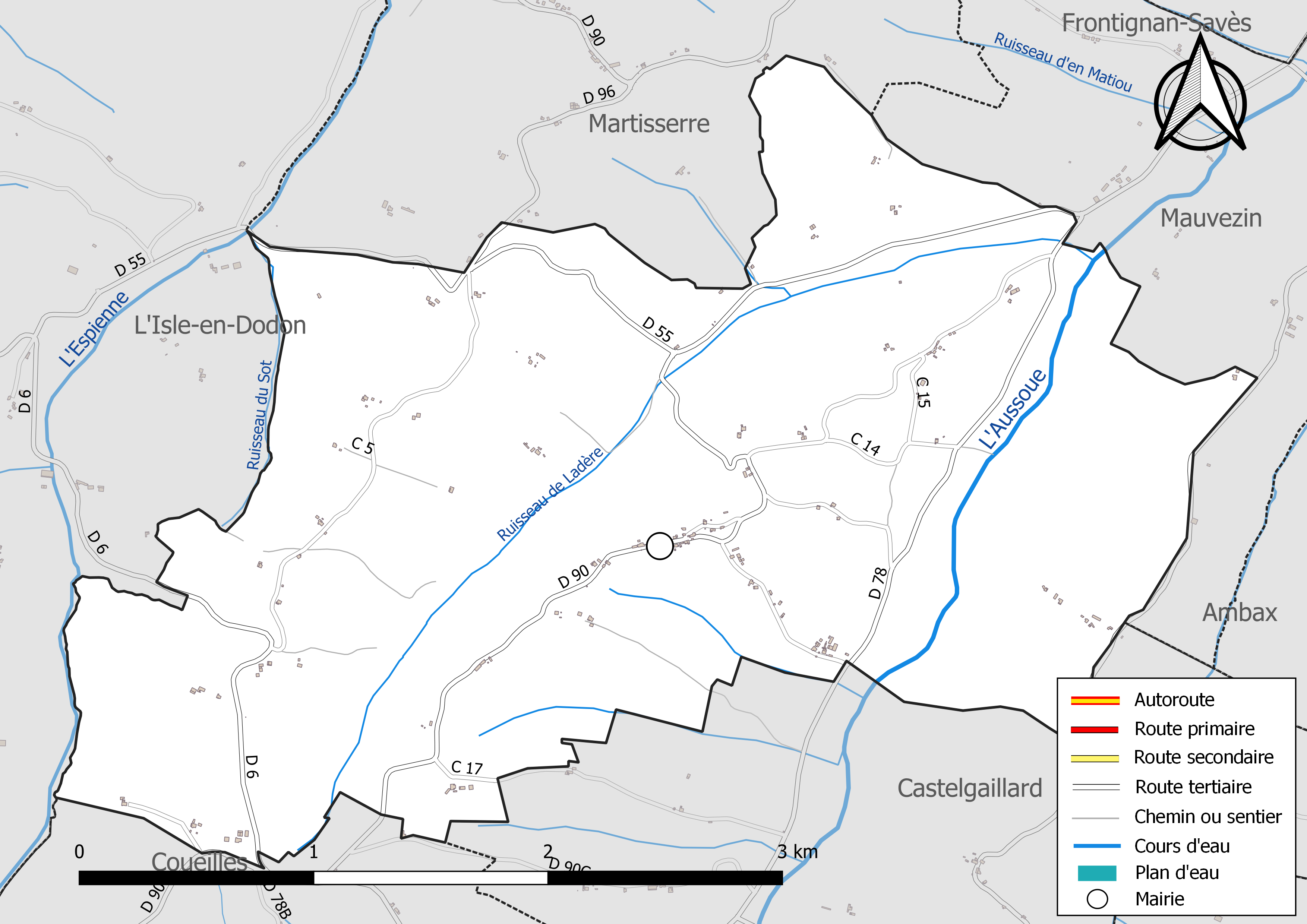
Réseaux hydrographique et routier d'Agassac.

La commune est dans le bassin versant de la Garonne, au sein du bassin hydrographique Adour-Garonne. Elle est drainée par l'Aussoue, le ruisseau de Ladère, le ruisseau du Sot et par divers petits cours d'eau, constituant un réseau hydrographique de 9 km de longueur totale,.
L'Aussoue, d'une longueur totale de 33,7 km, prend sa source dans la commune de Lilhac et s'écoule du sud-ouest vers le nord-est. Il traverse la commune et se jette dans la Save à Labastide-Savès, après avoir traversé 16 communes.

### Climat
Pour des articles plus généraux, voir Climat de l'Occitanie et Climat de la Haute-Garonne.
En 2010, le climat de la commune est de type climat océanique altéré, selon une étude s'appuyant sur une série de données couvrant la période 1971-2000. En 2020, Météo-France publie une typologie des climats de la France métropolitaine dans laquelle la commune est toujours exposée à un climat océanique altéré et est dans la région climatique Aquitaine, Gascogne, caractérisée par une pluviométrie abondante au printemps, modérée en automne, un faible ensoleillement au printemps, un été chaud (19,5 °C), des vents faibles, des brouillards fréquents en automne et en hiver et des orages fréquents en été (15 à 20 jours).
Pour la période 1971-2000, la température annuelle moyenne est de 12,8 °C, avec une amplitude thermique annuelle de 15,6 °C. Le cumul annuel moyen de précipitations est de 759 mm, avec 9,5 jours de précipitations en janvier et 6,1 jours en juillet. Pour la période 1991-2020, la température moyenne annuelle observée sur la station météorologique la plus proche, située sur la commune de Palaminy à 24 km à vol d'oiseau, est de 13,2 °C et le cumul annuel moyen de précipitations est de 715,2 mm,. Pour l'avenir, les paramètres climatiques de la commune estimés pour 2050 selon différents scénarios d'émission de gaz à effet de serre sont consultables sur un site dédié publié par Météo-France en novembre 2022.

### Milieux naturels et biodiversité
Aucun espace naturel présentant un intérêt patrimonial n'est recensé sur la commune dans l'inventaire national du patrimoine naturel,,.

## Urbanisme

### Typologie
Au 1er janvier 2024, Agassac est catégorisée commune rurale à habitat très dispersé, selon la nouvelle grille communale de densité à sept niveaux définie par l'Insee en 2022.
Elle est située hors unité urbaine et hors attraction des villes,.

### Occupation des sols

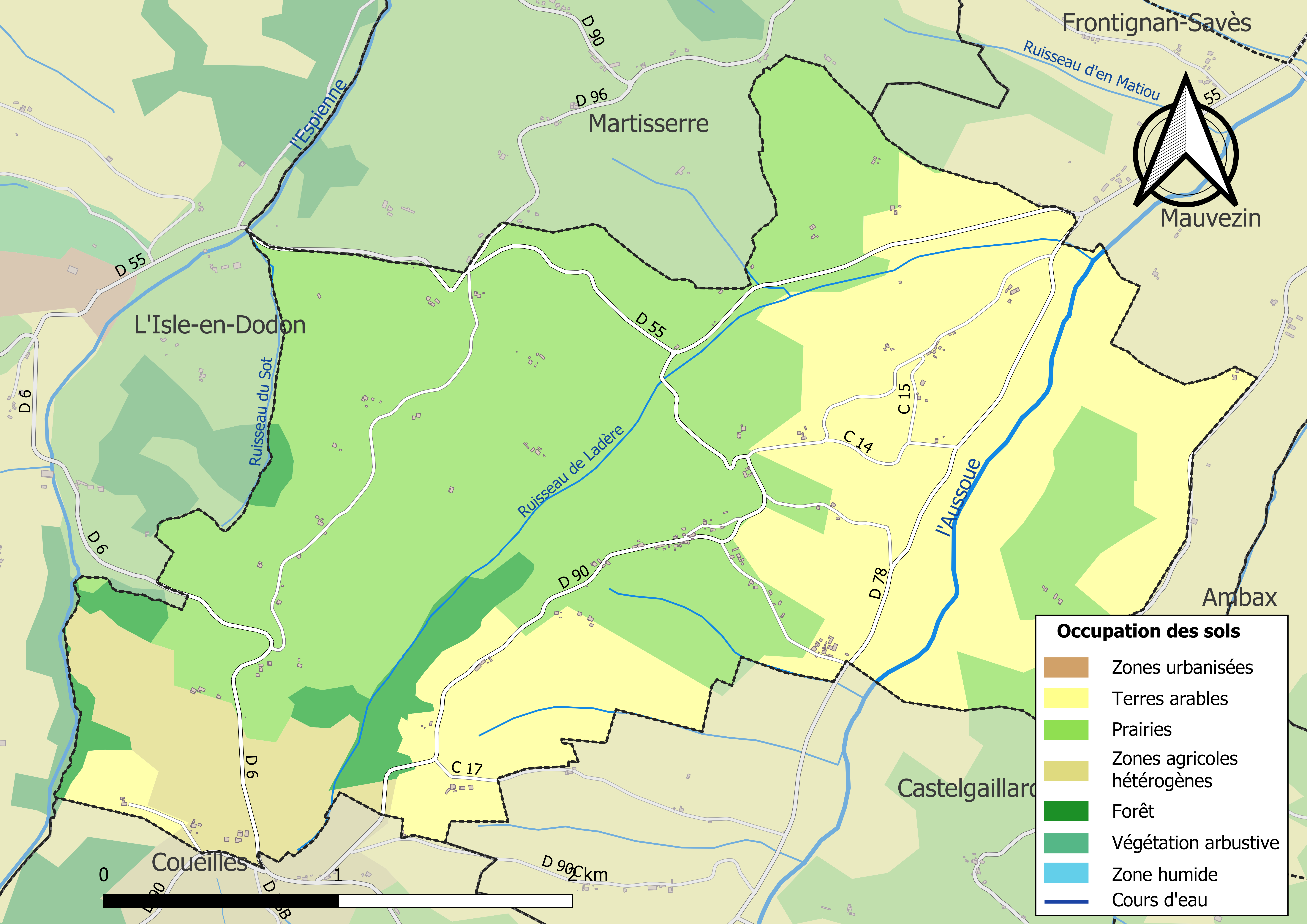
Carte des infrastructures et de l'occupation des sols de la commune en 2018 (CLC).

L'occupation des sols de la commune, telle qu'elle ressort de la base de données européenne d’occupation biophysique des sols Corine Land Cover (CLC), est marquée par l'importance des territoires agricoles (95,8 % en 2018), une proportion identique à celle de 1990 (95,8 %). La répartition détaillée en 2018 est la suivante : 
prairies (51,6 %), terres arables (37,3 %), zones agricoles hétérogènes (6,9 %), forêts (4,2 %). L'évolution de l’occupation des sols de la commune et de ses infrastructures peut être observée sur les différentes représentations cartographiques du territoire : la carte de Cassini (XVIIIe siècle), la carte d'état-major (1820-1866) et les cartes ou photos aériennes de l'IGN pour la période actuelle (1950 à aujourd'hui).

### Voies de communication et transports
Accès par les lignes 42 et 65 du réseau Arc-en-Ciel, sur la commune voisine de L'Isle-en-Dodon.

### Risques majeurs
Le territoire de la commune d'Agassac est vulnérable à différents aléas naturels : météorologiques (tempête, orage, neige, grand froid, canicule ou sécheresse), inondations, feux de forêts et séisme (sismicité faible). Un site publié par le BRGM permet d'évaluer simplement et rapidement les risques d'un bien localisé soit par son adresse soit par le numéro de sa parcelle.
Certaines parties du territoire communal sont susceptibles d’être affectées par le risque d’inondation par débordement de cours d'eau, notamment l'Aussoue. La commune a été reconnue en état de catastrophe naturelle au titre des dommages causés par les inondations et coulées de boue survenues en 1982, 1999 et 2009,.
Un plan départemental de protection des forêts contre les incendies a été approuvé par arrêté préfectoral du 25 septembre 2006. Agassac est exposée au risque de feu de forêt du fait de la présence sur son territoire du massif des Petites Pyrénées. Il est ainsi défendu aux propriétaires de la commune et à leurs ayants droit de porter ou d’allumer du feu dans l'intérieur et à une distance de 200 mètres des bois, forêts, plantations, reboisements ainsi que des landes. L’écobuage est également interdit, ainsi que les feux de type méchouis et barbecues, à l’exception de ceux prévus dans des installations fixes (non situées sous couvert d'arbres) constituant une dépendance d'habitation,.

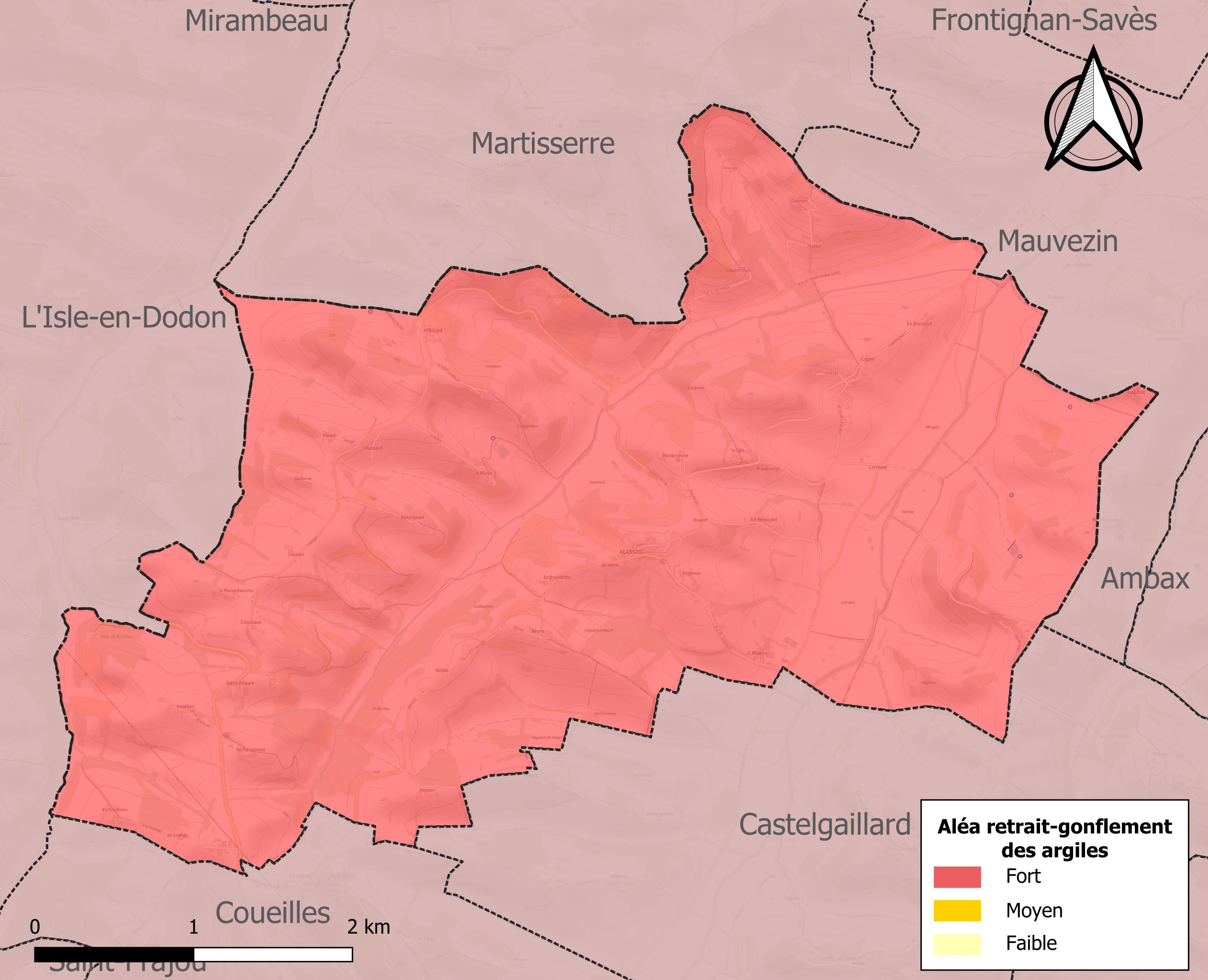
Carte des zones d'aléa retrait-gonflement des sols argileux d'Agassac.

Le retrait-gonflement des sols argileux est susceptible d'engendrer des dommages importants aux bâtiments en cas d’alternance de périodes de sécheresse et de pluie. La totalité de la commune est en aléa moyen ou fort (88,8 % au niveau départemental et 48,5 % au niveau national). Sur les 69 bâtiments dénombrés sur la commune en 2019, 69 sont en aléa moyen ou fort, soit 100 %, à comparer aux 98 % au niveau départemental et 54 % au niveau national. Une cartographie de l'exposition du territoire national au retrait gonflement des sols argileux est disponible sur le site du BRGM,.
Par ailleurs, afin de mieux appréhender le risque d’affaissement de terrain, l'inventaire national des cavités souterraines permet de localiser celles situées sur la commune.
Concernant les mouvements de terrains, la commune a été reconnue en état de catastrophe naturelle au titre des dommages causés par la sécheresse en 1989, 1991 et 2003 et par des mouvements de terrain en 1999.

## Toponymie
Le nom du village d'Agassac, comme tous les noms de village qui se terminent par -ac est d'origine gauloise ou gallo-romaine, cette terminaison est issue du suffixe d'origine gauloise -acum. Le premier élément Agass- représente le nom de personne latin Acatius.

## Histoire

### Antiquité romaine
Il existe  plusieurs vestiges gallo-romains à Agassac comme la « pierre blanche », visible à la mairie d'Agassac, et deux têtes masculines trouvées sur Agassac mais à proximité des limites de Coueilles et qui sont aujourd'hui dans des collections privées.

### Moyen Âge
Au début du Moyen Âge, une première paroisse semble s'être constituée au lieudit Saint-Martin, les traces d'un cimetière (ossements, pierres tombales) ont été trouvées par les agriculteurs en labourant. Aux XIe et XIIe siècles, une seigneurie d'Agassac se constitue autour de la motte féodale existante encore aujourd'hui. Cette seigneurie était vassale de la châtellenie de Samatan puisqu'un document d'archives atteste qu'en l'an 1201, Jehan, Vital, Raimond et Arnaud d'Agassac rendent hommage à leur suzerain à Samatan. Ceci prouve l'origine savésienne d'Agassac.
Au XIVe siècle, Agassac passe de la châtellenie de Samatan à celle de l'Isle-en-Dodon. Ceci était possible puisque depuis l'an 1120, la châtellenie de Samatan était devenue commingeoise à la suite du mariage de Diaz de Muret fille de Godefroy, Raimond de Muret, de Savès et de Samatan avec le comte de Comminges Bernard Ier. Diaz de Muret apportait en dot à son mari les châtellenies de Muret et Samatan. Du point de vue religieux, Agassac dépendait de l'archevêché de Toulouse et, lorsque, au XIVe siècle, le pape Jean XXII fera de Lombez un évêché, Agassac fera partie du diocèse de Lombez et cela durera jusqu'en 1791.
L'église d'Agassac, quant à elle est d'origine romane mais elle a été remaniée au cours des siècles et, hormis un remarquable appareillage des murs en pierres de taille, il ne reste de roman qu'une porte avec un encadrement en plein cintre côté route. Au XIIIe siècle, les « Hospitaliers de Saint-Jean, futurs Chevaliers de Malte » fondent une sauveté à Agassac, d'ailleurs, sur le mur sud-est de l'église, côté route, on peut voir une pierre sur laquelle est sculptée une croix hospitalière ou croix de Malte à huit pointes.
Il y eut aussi, au cours du Moyen Âge un couvent de femmes, vraisemblablement à l'actuel cimetière situé dans un quartier qui était appelé autrefois quartier Nôtre-Dame (l'église d'Agassac est d'ailleurs placée sous le patronage de la nativité de Nôtre Dame).

### Période Moderne
La commune actuelle est en fait formée de trois anciens terroirs. Celui du village entre l'Aussoue et la Ladère dominé par la motte féodale, à l'ouest, entre la Ladère et l'Espienne était  le terroir de Bouillac possédé par des familles nobles jusqu'en 1851. Les dernières familles nobles de Bouillac ayant été les de Cazassus puis les Dencausse de Ganties. Cette dernière sera contrainte de vendre son domaine à la suite de l'abolition du droit d'aînesse. Enfin, sur la rive droite de l'Aussoue était le terroir de Joncet. Il y avait dans cette partie de la commune une chapelle qui fut certainement détruite sous la Révolution mais qui est encore évoquée par le nom d'un quartier, Capéron, qui signifie petite chapelle.

### Période contemporaine
La commune d'Agassac a connu jusqu'au XXe siècle une activité artisanale intense. Il reste encore, de cette époque, deux fours à tuiles, l'un d'eux étant visible à l'entrée sud du village. Il y avait aussi un moulin à eau (4) sur l'Aussoue qui a cessé de tourner vers 1900 et un moulin à vent à Bouillac. Il reste une meule (visible à Bouillac, collection privée).
Il y avait aussi à Agassac une forge banale qui est signalée par un acte datant de 1527, acte par lequel Guillaume de Carsalade fait l'acquisition de la coseigneurie d'Agassac avec sa forge banale. Le bâtiment existe toujours avec, à l'intérieur, le bac de trempage du forgeron creusé dans une énorme pierre d'un seul bloc.

## Politique et administration

### Administration municipale
Le nombre d'habitants au recensement de 2017 étant compris entre 100 et 499, le nombre de membres du conseil municipal pour l'élection de 2020 est de onze,.

### Rattachements administratifs et électoraux
Commune faisant partie de la huitième circonscription de la Haute-Garonne, de la communauté de communes Cœur et Coteaux de Comminges et du canton de Cazères (avant le redécoupage départemental de 2014, Agassac faisait partie de l'ex-canton de L'Isle-en-Dodon et avant le 1er janvier 2017, de la communauté de communes des Portes du Comminges).

### Liste des maires
| Période                                  | Période  | Identité          | Étiquette | Qualité                           |
| ---------------------------------------- | -------- | ----------------- | --------- | --------------------------------- |
| Les données manquantes sont à compléter. |          |                   |           |                                   |
| mars 1965                                | 1977     | Robert Ducos      |           |                                   |
| mars 1977                                | 1989     | Denis Latapie     |           |                                   |
| mars 1989                                | 2001     | Christian Piques  |           |                                   |
| mars 2001                                | 2005     | Christian Larrieu |           |                                   |
| 2005                                     | 2020     | Victoria Lacoste  | DVG       | Retraitée de la fonction publique |
| 2020                                     | En cours | Serge Ané         |           |                                   |

Agassac compte onze conseillers municipaux et deux adjoints au maire.

## Démographie
| 1793 | 1800 | 1806 | 1821 | 1831 | 1836 | 1841 | 1846 | 1851 |
| ---- | ---- | ---- | ---- | ---- | ---- | ---- | ---- | ---- |
| 354  | 350  | 300  | 386  | 441  | 471  | 501  | 528  | 528  |

| 1856 | 1861 | 1866 | 1872 | 1876 | 1881 | 1886 | 1891 | 1896 |
| ---- | ---- | ---- | ---- | ---- | ---- | ---- | ---- | ---- |
| 531  | 518  | 498  | 470  | 443  | 440  | 432  | 439  | 402  |

| 1901 | 1906 | 1911 | 1921 | 1926 | 1931 | 1936 | 1946 | 1954 |
| ---- | ---- | ---- | ---- | ---- | ---- | ---- | ---- | ---- |
| 403  | 349  | 350  | 285  | 272  | 254  | 244  | 212  | 202  |

| 1962 | 1968 | 1975 | 1982 | 1990 | 1999 | 2006 | 2011 | 2016 |
| ---- | ---- | ---- | ---- | ---- | ---- | ---- | ---- | ---- |
| 199  | 181  | 142  | 119  | 130  | 121  | 123  | 115  | 115  |

| 2021 | 2022 | - | - | - | - | - | - | - |
| ---- | ---- | - | - | - | - | - | - | - |
| 119  | 117  | - | - | - | - | - | - | - |

| selon la population municipale des années : | 1968 | 1975 | 1982 | 1990 | 1999 | 2006 | 2009 | 2013 |
| Rang de la commune dans le département      | 393  | 453  | 510  | 409  | 426  | 446  | 456  | 469  |
| Nombre de communes du département           | 592  | 582  | 586  | 588  | 588  | 588  | 589  | 589  |

## Économie

### Emploi
|                | 2008   | 2013  | 2018  |
| -------------- | ------ | ----- | ----- |
| Commune        | 13,7 % | 9,5 % | 10 %  |
| Département    | 7,7 %  | 9,6 % | 9,3 % |
| France entière | 8,3 %  | 10 %  | 10 %  |

En 2018, la population âgée de 15 à 64 ans s'élève à 84 personnes, parmi lesquelles on compte 68,7 % d'actifs (58,8 % ayant un emploi et 10 % de chômeurs) et 31,3 % d'inactifs,. Depuis 2008, le taux de chômage communal (au sens du recensement) des 15-64 ans est supérieur à celui de la France et du département.
La commune est hors attraction des villes,. Elle compte 22 emplois en 2018, contre 28 en 2013 et 26 en 2008. Le nombre d'actifs ayant un emploi résidant dans la commune est de 49, soit un indicateur de concentration d'emploi de 44,2 % et un taux d'activité parmi les 15 ans ou plus de 55,6 %.
Sur ces 49 actifs de 15 ans ou plus ayant un emploi, 19 travaillent dans la commune, soit 38 % des habitants. Pour se rendre au travail, 76,6 % des habitants utilisent un véhicule personnel ou de fonction à quatre roues, 4,3 % les transports en commun, 4,2 % s'y rendent en deux-roues, à vélo ou à pied et 14,9 % n'ont pas besoin de transport (travail au domicile).

### Activités hors agriculture
9 établissements sont implantés  à Agassac au 31 décembre 2019.
Le secteur du commerce de gros et de détail, des transports, de l'hébergement et de la restauration est prépondérant sur la commune puisqu'il représente 44,4 % du nombre total d'établissements de la commune (4 sur les 9 entreprises implantées  à Agassac), contre 25,9 % au niveau départemental.

### Agriculture
La commune est dans les « Coteaux de Gascogne », une petite région agricole occupant le centre-nord du département de la Haute-Garonne. En 2020, l'orientation technico-économique de l'agriculture  sur la commune est la polyculture et/ou le polyélevage.
|               | 1988 | 2000 | 2010 | 2020 |
| ------------- | ---- | ---- | ---- | ---- |
| Exploitations | 22   | 16   | 14   | 15   |
| SAU (ha)      | 616  | 837  | 717  | 799  |

Le nombre d'exploitations agricoles en activité et ayant leur siège dans la commune est passé de 22 lors du recensement agricole de 1988  à 16 en 2000 puis à 14 en 2010 et enfin à 15 en 2020, soit une baisse de 32 % en 32 ans. Le même mouvement est observé à l'échelle du département qui a perdu pendant cette période 57 % de ses exploitations,. La surface agricole utilisée sur la commune a quant à elle augmenté, passant de 616 ha en 1988 à 799 ha en 2020. Parallèlement la surface agricole utilisée moyenne par exploitation a augmenté, passant de 28 à 53 ha.

## Vie pratique

### Associations
L'« Association pour la sauvegarde du patrimoine d'Agassac » (Aspa) a été fondée en 2003 pour sauvegarder et mettre en valeur le patrimoine communal. Elle regroupe une cinquantaine d'adhérents, participe aux journées du patrimoine (3e dimanche de septembre) et organise une randonnée pédestre le jour du 14 juillet.

### Enseignement
Le village dispose d'une école primaire en classe unique qui accueille les élèves de la maternelle au CM2. Elle reçoit des élèves de villages voisins ne disposant plus d'école.

### Activités sportives
La commune d'Agassac dispose d'un court de tennis et de plusieurs kilomètres de chemin de randonnée.

## Culture locale et patrimoine

### Lieux et monuments
- La pierre blanche : bas-relief gallo-romain en marbre de Saint-Béat représentant la déesse celte Épona.
- La motte féodale : motte castrale au point le plus élevé du village qui offre une vue imprenable tant en direction du Bas-Savès qu'en direction des Pyrénées.
- Le four à tuiles médiéval : ancien four tuilier visible à l'entrée sud du village.
- Le puits de Saint-Adoure : puits creusé en 1811 dans un hameau de Brassiers situé à proximité du château de Bouillac où vivait à l'époque le baron Jean Louis Dencausse de Ganties, officier de cavalerie, ancien garde du corps du roi d'Espagne[42].
- La stèle « maçonnique » : l'origine de ce monument, érigé sur la place du village, n'est pas exactement connue. L'ensemble de son symbolisme est chrétien, mais le triangle rayonnant placé au centre de la croix n'a pas la forme équilatérale habituelle dans le symbolisme catholique. Il pourrait donc être d'origine maçonnique[43]. Sur l'une de ses faces, l'œil encadré dans un triangle, typique de la franc-maçonnerie, regarde vers l'église.
- L'église de la Nativité-de-la-Sainte-Vierge.

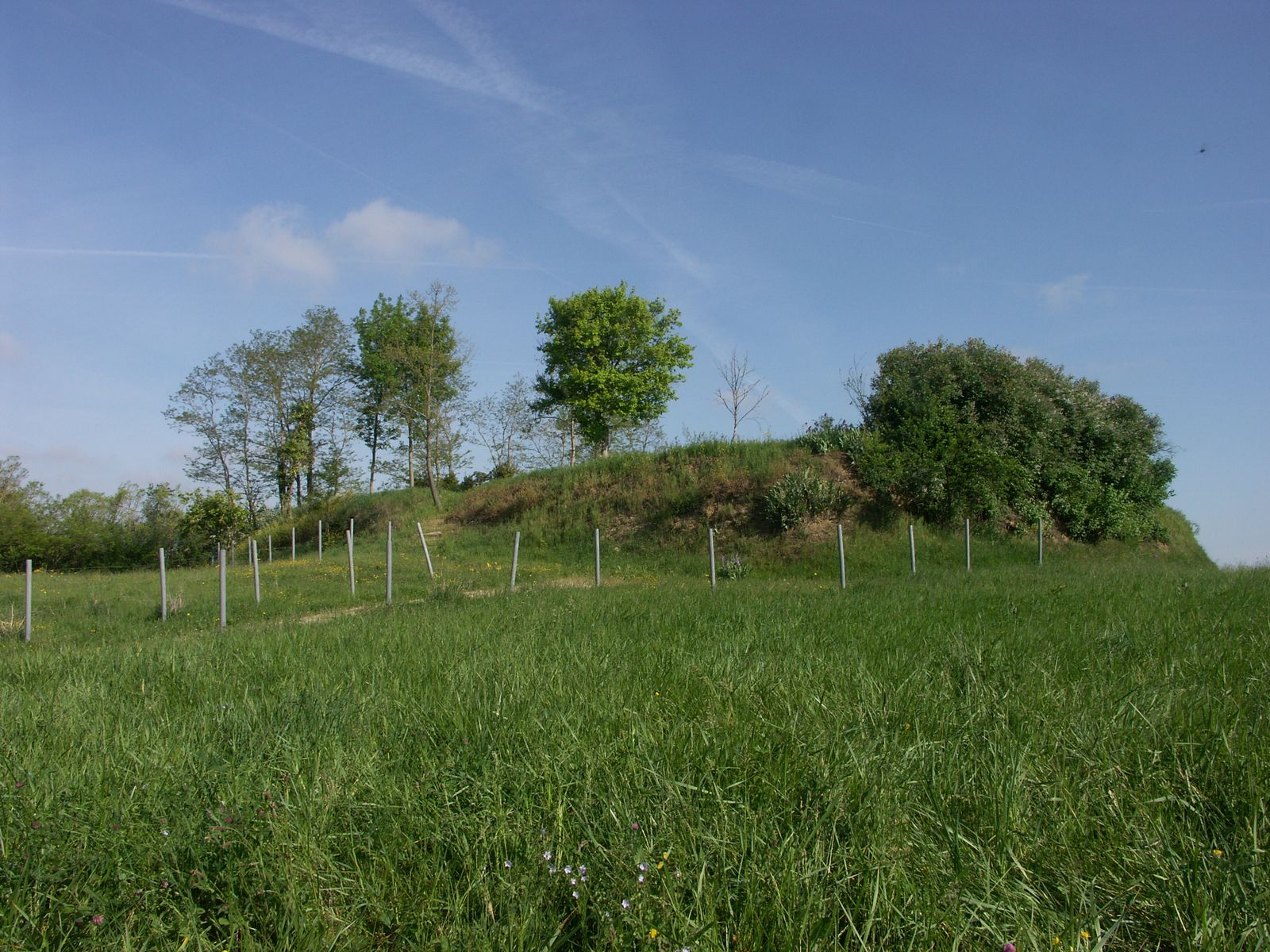
La motte castrale.
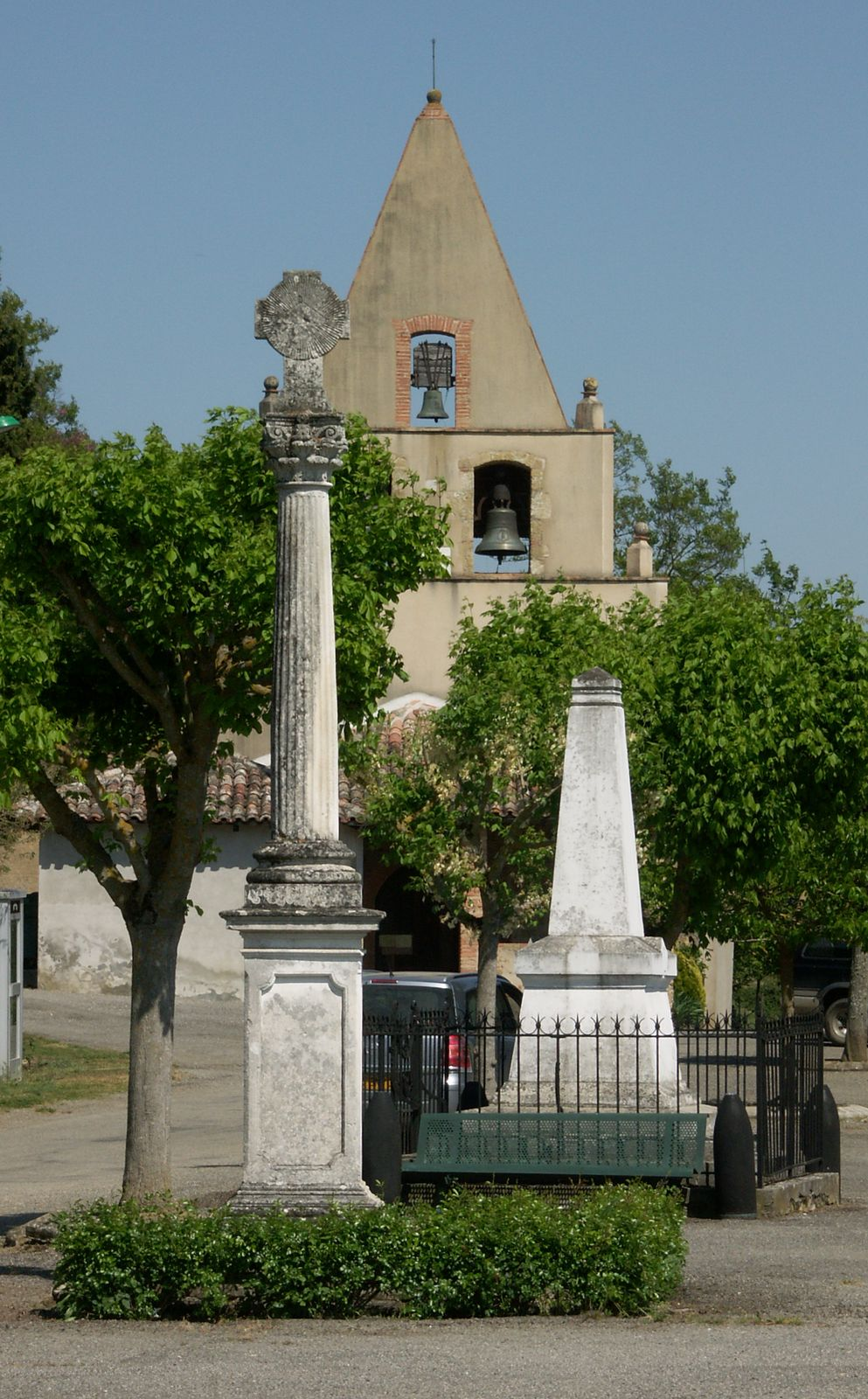
Stèle « maçonnique » devant l'église.
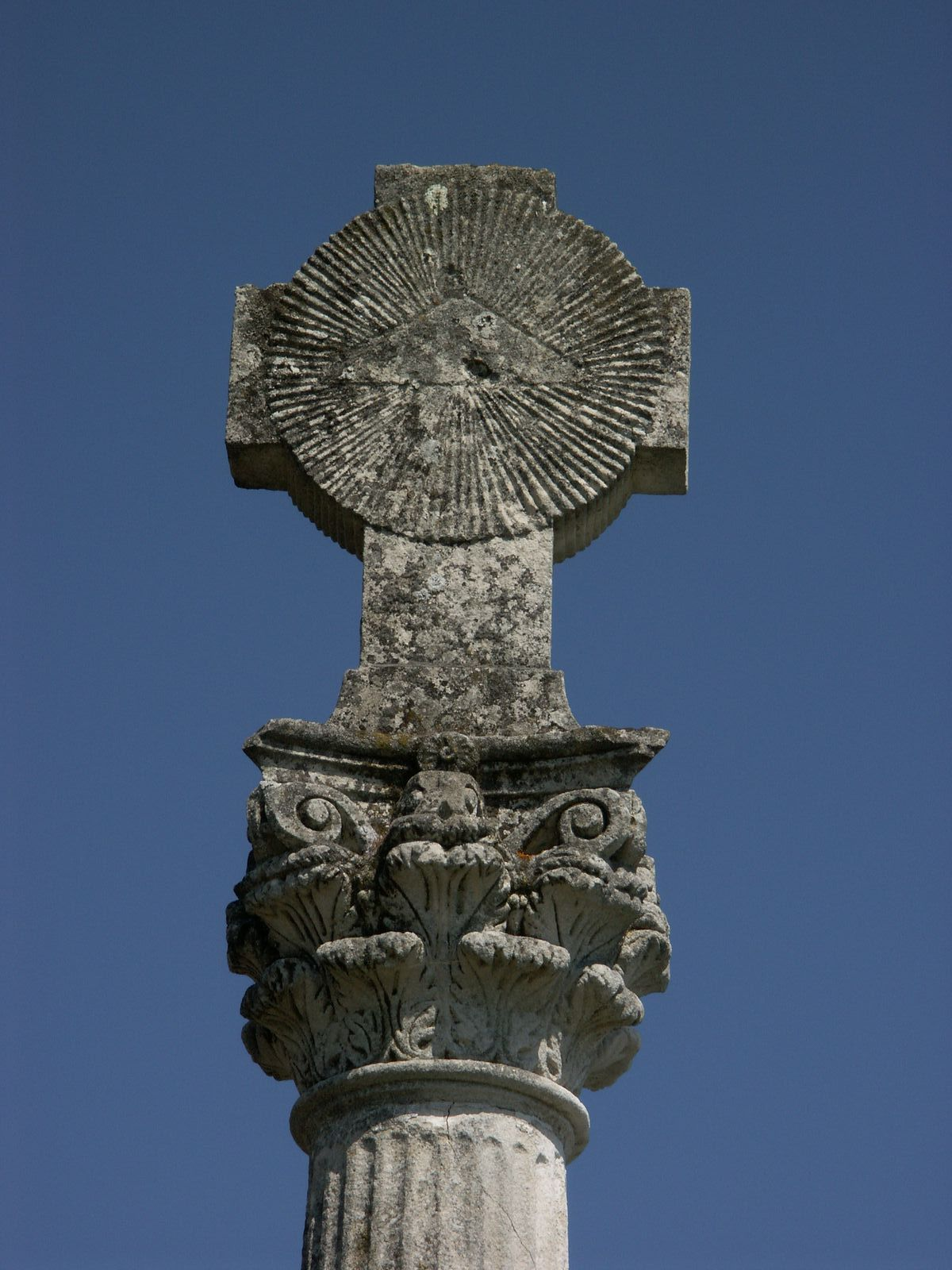
Stèle « maçonnique », détail.
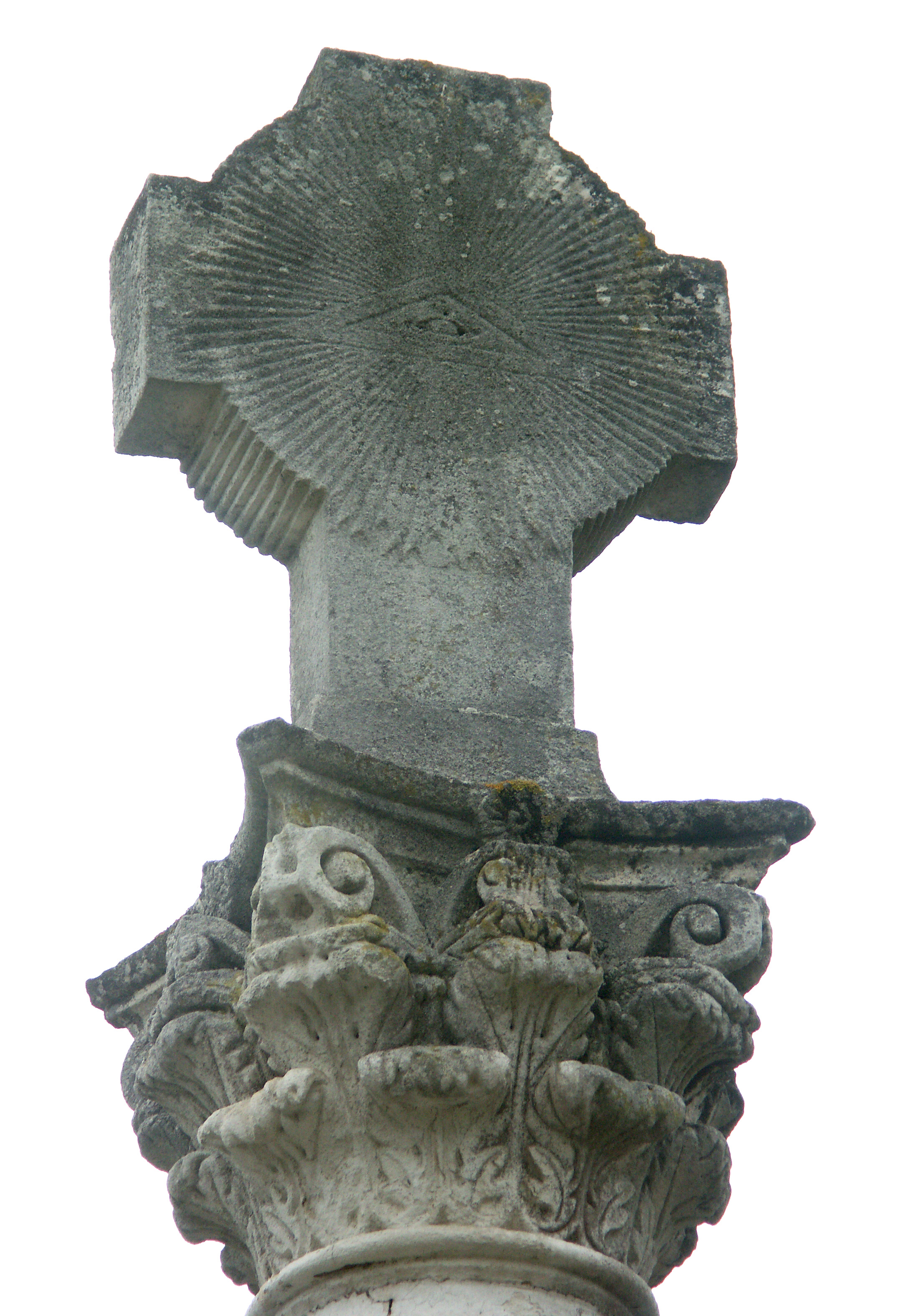
Stèle « maçonnique », face tournée vers l'église.
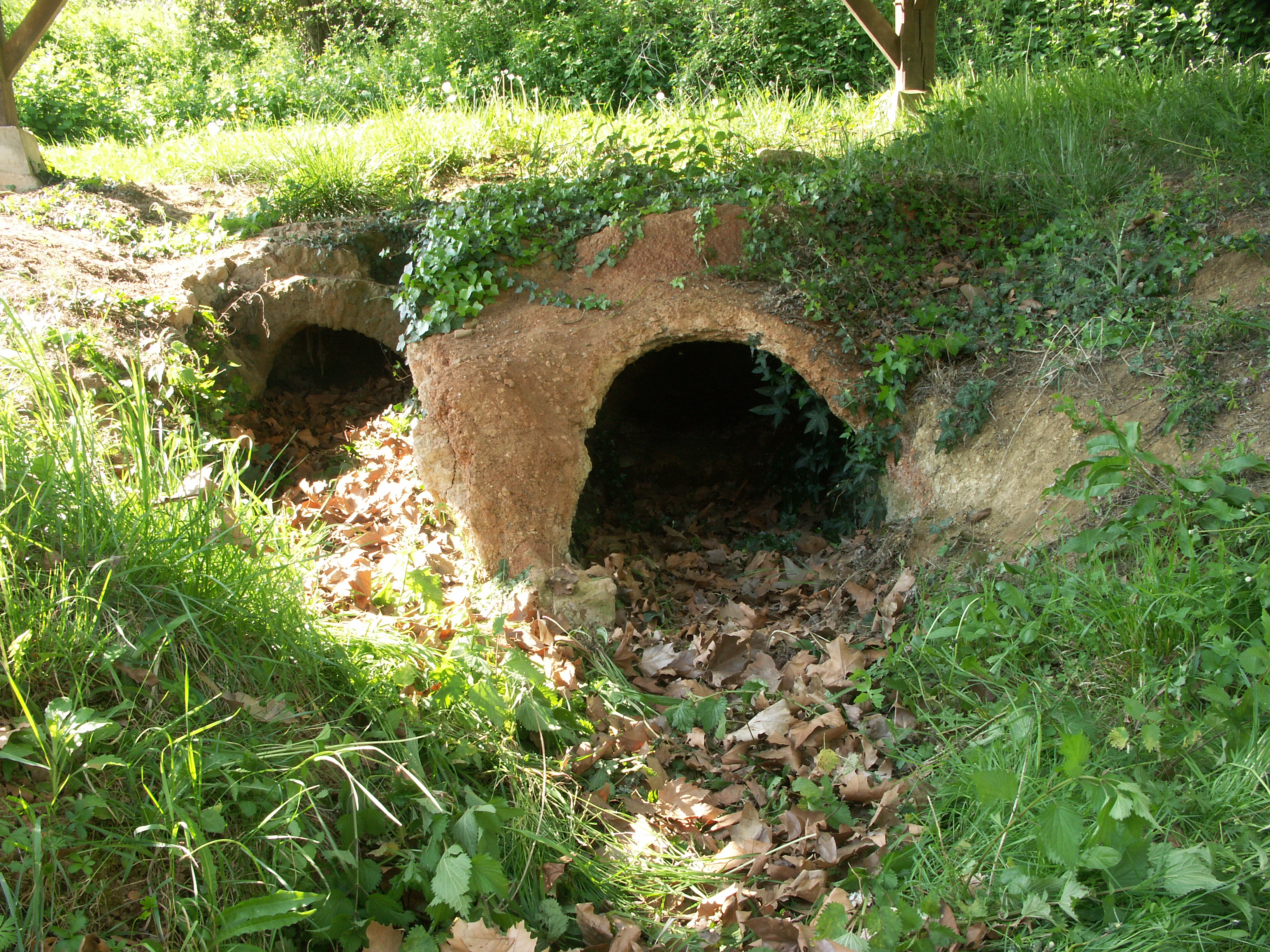
Le four à tuiles.
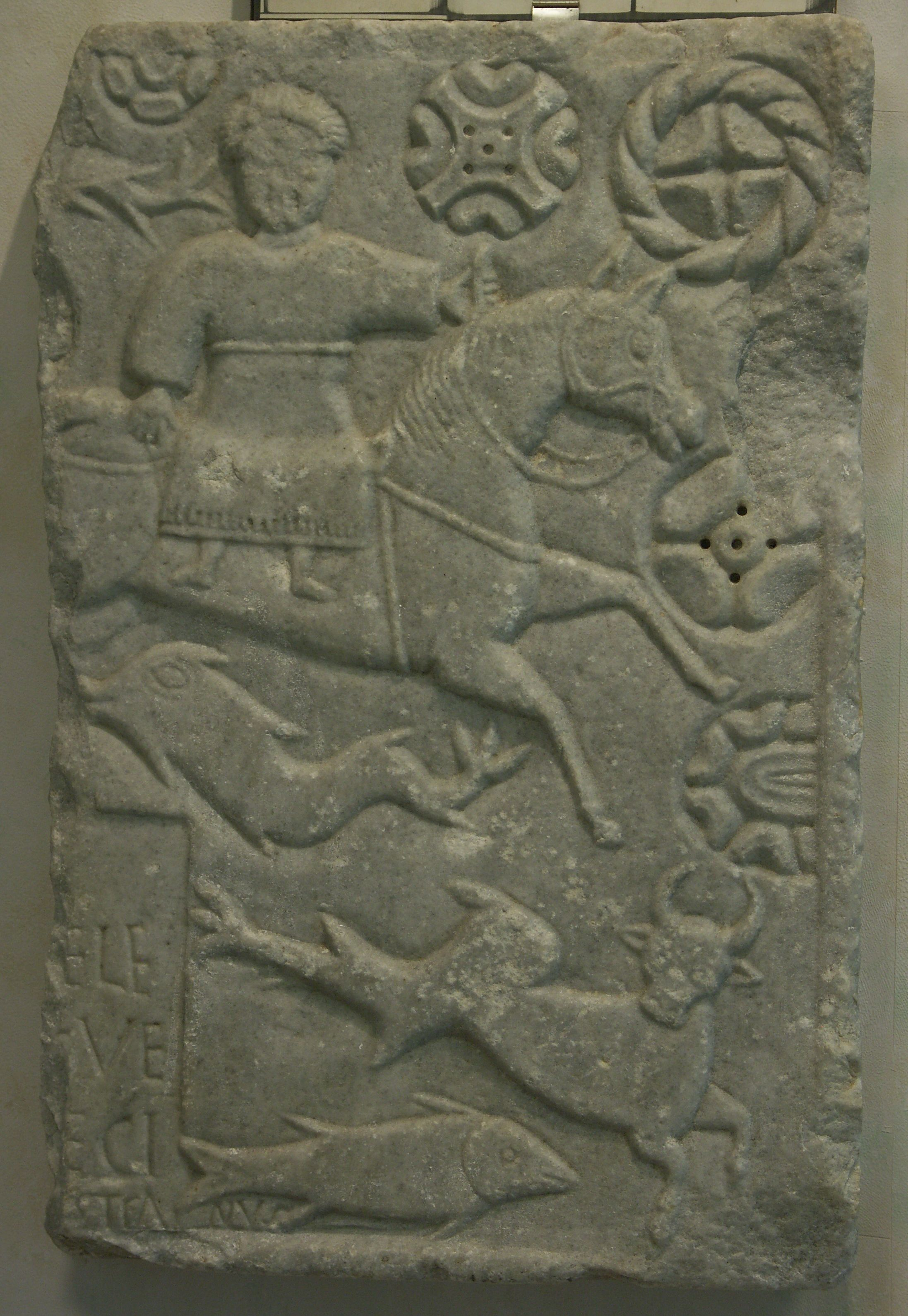
La « pierre blanche ».

### Personnalités liées à la commune
- Maurice Pialat (1925-2003), producteur de cinéma. Dans les années 1990, il résidait à Agassac dans sa maison du Hilloutet.